# Дети Степфорда
«Дети Степфорда» (англ. The Stepford Children) — американский телевизионный триллер 1987 года, второе продолжение фильма 1975 года. Премьера состоялась на канале NBC 15 марта 1987 года.

## Сюжет
Лора и Стивен Хардинг переезжают вместе со своими детьми в Степфорд в штате Коннектикут, где Стивен раньше жил вместе со своей первой женой, погибшей при таинственных обстоятельствах. Пока Лора занята мыслями о работе, Стивена тревожит поведение его детей — рассеянного Дэвида и свободолюбивой Мэри. Стивен присоединяется к Ассоциации мужчин, члены которой продолжают превращать своих жён в роботов. Но на этот раз они решают, что для полного идеала им не хватает послушных и покладистых детей, большинство из которых в настоящий момент — бунтующие подростки.

## В ролях
- Барбара Иден — Лора Хардинг
- Дон Мюррей — Стив Хардинг
- Рэндолл Батинкофф — Дэвид Хардинг
- Тэмми Лорен — Мэри Хардинг
- Шерон Спэлман — Сэнди Грегсон
- Кен Своффорд — Френк Грегсон
- Дэбби Бэйкер — Лоис Грегсони
- Ричард Андерсон — Лоуренс Дентон
- Дик Баткус — Том Уилкокс
- Джеймс Коко — Мистер Джемисон
- Джон Камерон Митчелл — Кенни
- Джудит Болдуин — Кимберли Саммер

## Интересные факты
- Слоган картины: «Perfect Terror».

- У Джудит Болдуин была небольшая роль в первом фильме 1975 года.

- Как и предыдущая часть, второй сиквел также снимался в Калифорнии.

## Выпуск на DVD
Фильм никогда не издавался ни на VHS, ни на DVD в Америке, в то время как в некоторых странах Европы картина выходила в прокат и выпускалась на видеокассетах компанией Worldvision European.